# Loriculus
A denevérpapagáj (Loriculus) a madarak osztályának papagájalakúak (Psittaciformes) rendjébe és a szakállaspapagáj-félék (Psittaculidae) családhoz tartozó nem.
Nevüket arról kapták, hogy – a denevérekhez hasonlóan – pihenéskor fejjel lefele csüngenek.

## Rendszerezésük
A nembe az alábbi 14 faj tartozik:
- Malukui denevérpapagáj (Loriculus amabilis)
- Narancshomlokú denevérpapagáj (Loriculus aurantiifrons)
- Ceyloni denevérpapagáj (Loriculus beryllinus)
- Camiguin-szigeti denevérpapagáj (Loriculus camiguinensis), egyes rendszerekben a Filippin denevérpapagáj alfaja
- Sangir-szigeti denevérpapagáj (Loriculus catamene)
- Törpe denevérpapagáj (Loriculus exilis)
- Floresi denevérpapagáj (Loriculus flosculus)
- Kékfejű denevérpapagáj (Loriculus galgulus)
- Filippin denevérpapagáj (Loriculus philippensis)
- Sárgabegyű denevérpapagáj (Loriculus pusillus)
- Sula-szigeteki denevérpapagáj (Loriculus sclateri)
- Celebeszi denevérpapagáj (Loriculus stigmatus)
- Bismarck-denevérpapagáj (Loriculus tener), egyes rendszerekben a narancshomlokú denevérpapagáj alfaja
- Kéktorkú denevérpapagáj (Loriculus vernalis)

## Megjelenésük
Igen kicsiny papagájok, rövid, lekerekített farokkal, arányosan kicsiny, hegyes csőrrel.